# Wallis Simpson
Wallis Simpson, nhũ danh Bessie Wallis Warfield; 19 tháng 6 năm 1895 hay 1896 – 24 tháng 4 năm 1986) là vợ của Công tước Windsor, tức vua Edward VIII của Anh. Bà lấy Công tước xứ Windsor sau khi ông thoái vị ngai vàng.
Bà Wallis Simpson là một thường dân Hoa Kỳ đã có hai đời chồng. Ý muốn của vua Edward VIII để lấy bà Wallis Simpson làm vợ đã tạo ra một khủng hoảng hiến pháp ở nước Anh vào năm 1936, kết cuộc là vua Edward VIII phải thoái vị để lấy "người tôi yêu" thay vì giữ ngai vàng.